# Sophie-Adrienne Martinet Larguier des Bancels
Pour les articles homonymes, voir Martinet et Larguier.
 (octobre 2024).
Sophie-Adrienne Martinet Larguier des Bancels, née en 1771, probablement à Genève, et morte le 22 juillet 1840 à Moudon, est une Suissesse tirant ses revenus de sa plantation esclavagiste sur l'île Maurice, appelée à l'époque Île-de-France.

## Biographie

### Origines et famille
Sophie-Adrienne Martinet Larguier des Bancels naît en 1771, probablement à Genève.
Son père, Pierre-Frédéric Larguier des Bancels, est un commerçant, notamment dans la traite des esclaves ; sa mère, née Adrienne Sophie Dorothée Richard, est la fille d'Abram Richard, professeur au Collège de Genève[réf. souhaitée]. Elle a deux[réf. souhaitée] frères, Antoine-Frédéric et Jean-Samuel. La famille est originaire de Chavannes-près-Renens, dans le canton de Vaud, et de confession protestante.
Elle épouse en 1801 Fiacre François Alexandre Martinet, négociant à Port-Louis, fils d'un épicier. Le couple a trois enfants, Sophie, Frédéric et Louis Alexandre Martinet.

### Enfance et affaires du père

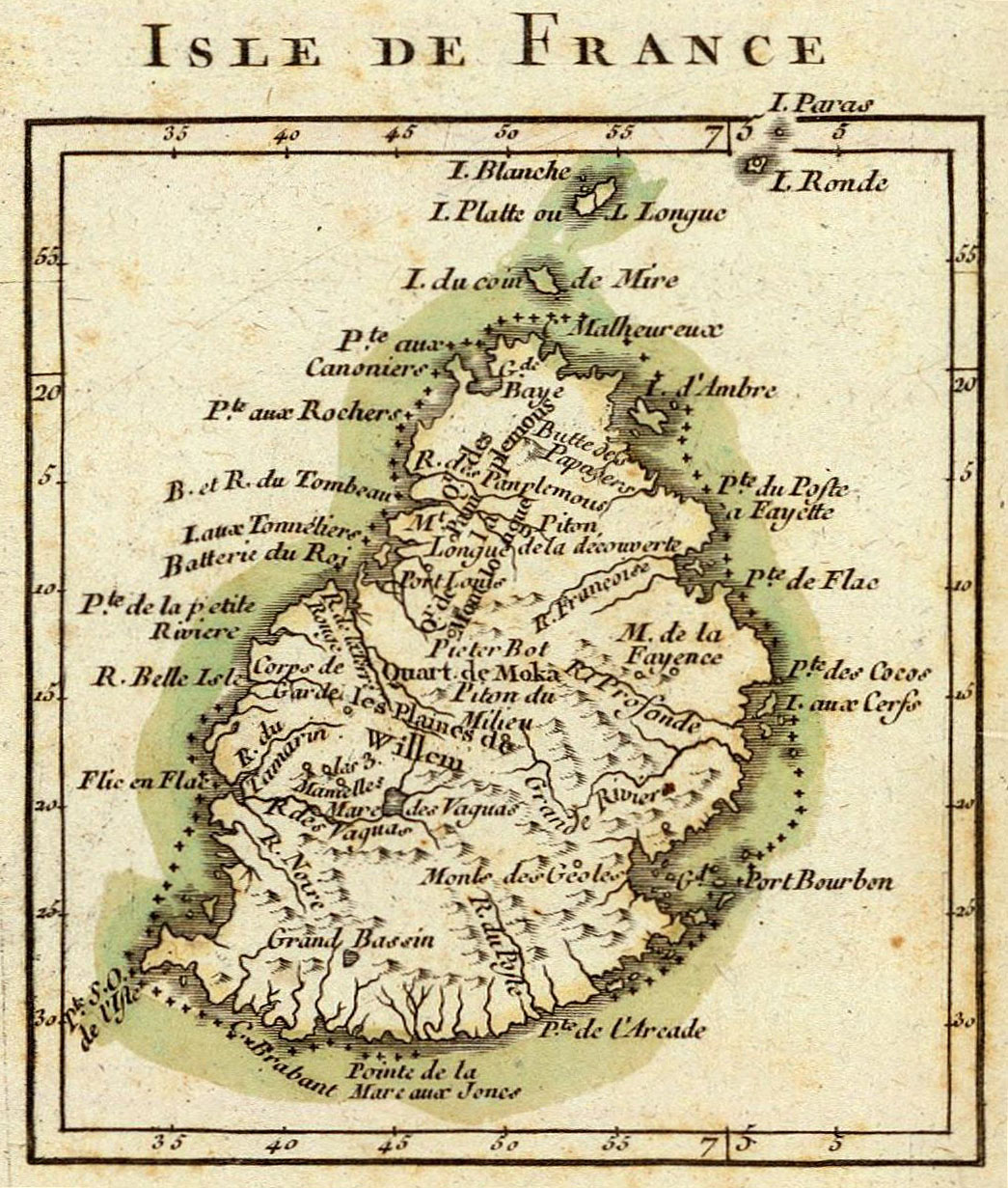
Île-de-France (en 1791), carte par Rigobert Bonne.

Elle grandit à Genève car son père Pierre-Frédéric se trouve à Rochefort (Charente-Maritime) en France depuis 1775 pour s'embarquer dans la colonie française d'Île-de-France, où son frère François dirige alors des affaires commerciales florissantes. En attendant de les rejoindre, la mère, Adrienne Sophie, reste avec les enfants chez ses propres parents à Genève.
Le commerce de Pierre-Frédéric Larguier des Bancels, initié en 1782, comprend d'abord le coton tissé, le riz, le sucre, le thé, les épices et la porcelaine chinoise. Il élargit ensuite son offre pour y inclure la traite négrière. À partir de 1788, il arrête ses activités commerciales et acquiert une plantation de cannes à sucre aux Trois-Ilôts (commune de Flacq ), où 100 personnes travaillent en esclavage. À la suite de la Révolution française, un décret est publié le 4 février 1794 abolissant l'esclavage dans toutes les colonies françaises. En tant que membre de l'Assemblée coloniale d'Île-de-France, Pierre-Frédéric Larguier des Bancels participe à l'activisme des colons locaux pour empêcher les envoyés de l'Assemblée nationale de faire appliquer le décret d'abolition de l'esclavage voté à Paris en février 1794. Néanmoins, la situation financière du père se détériore considérablement. Comme il n'arrive pas à vendre ses terres, son retour en Europe devient impossible.

### Départ pour l'Île-de-France et reprise de la plantation
Sophie-Adrienne se rend en Île-de-France en 1801 pour s'occuper de son père âgé. L'année suivante, elle épouse Fiacre François Alexandre Martinet, négociant à Port-Louis.
En 1810, les Anglais occupent l'île, et lui rendent son nom de Maurice. À partir de 1814, elle devient une colonie de la couronne britannique. Après le décès de Pierre-Frédéric Larguier des Bancels en 1811, Sophie-Adrienne Martinet et son mari vendent la plantation de leur père et utilisent les bénéfices pour en acheter une plus grande, plantée de café et de cannes à sucre, au Mont-Rose (un quartier des Plaines Wilhems) au centre de l'île. Depuis la mort du mari de Sophie-Adrienne en 1817, son frère Jean-Samuel la soutient dans la gestion de la propriété et dans l'exportation du café et du sucre. Après le départ de Jean-Samuel en 1818, Sophie-Adrienne continue de diriger seule l'entreprise.
Tout comme son père, Sophie-Adrienne a du mal à gérer la plantation de manière rentable en raison des conditions climatiques extrêmes et des problèmes qui se posent lorsque l'on réduit des êtres humains en servitude. Des cyclones récurrents et plusieurs révoltes des esclaves contre leurs maîtres conduisent finalement à la banqueroute. À l'automne 1820, la plantation est saisie et Sophie-Adrienne est dépossédée de ses biens et de ses esclaves. Un avocat nommé Deville achète la plantation et 21 esclaves. Elle écrit à ce sujet dans une lettre à son frère : « De cette affaire, il ne reste plus que mes nègres et quelques quintaux de maïs d'une bonne récolte qui se trouvaient dans un entrepôt, lequel a été pillée. […] Donc je n'avais aucun moyen de retrouver de l’argent.»
La noyade en mer de son dernier-né Louis Alexandre Martinet en 1836 la pousse à rentrer en Suisse avec sa fille Sophie. Cependant, après la mort de sa mère à Moudon en 1840, elle retourne auprès de son frère Frédéric sur l'île Maurice.

### Mort
Elle meurt le 22 juillet 1840 à Moudon.

## Archives coloniales
L'historien Olivier Pavillon, directeur du Musée historique de Lausanne pendant de nombreuses années, s'est penché sur le rapport de la Suisse à la traite négrière et à la colonisation. Dans son livre Des Suisses au cœur de la traite négrière, il retrace en détail la vie de la famille Larguier depuis le XVIIe siècle jusqu'à la fin des années 1830, surtout dans le contexte de leur implication dans le colonialisme et la traite internationale des esclaves. Même si la Suisse ne possédait pas de colonies propres, les efforts commerciaux individuels de ses négociants ont particulièrement bénéficié aux riches familles suisses.
De nombreuses lettres de Sophie-Adrienne Martinet Larguier des Bancels et de son père adressées à leur famille sont conservées dans les Archives cantonales vaudoises. Elles donnent une bonne idée de la vie menée par les émigrés suisses en Île-de-France, ainsi que de la situation politique et économique de l'île. Jean-Charles Larguier des Bancels, fils de Jean Jaques Frédéric Larguier des Bancels et dernier représentant de la famille, décédé à Lausanne le 8 mai 1961 à l'âge de 85 ans, a fait don de documents familiaux s'étalant sur six siècles aux Archives cantonales vaudoises. Les documents n'ont été rendus accessibles que 20 ans après sa mort.